# Brigade de répression de la corruption et de la fraude fiscale
 (novembre 2024).
La mise en forme du texte ne suit pas les recommandations de Wikipédia : il faut le « wikifier ».
Les points d'amélioration suivants sont les cas les plus fréquents. Le détail des points à revoir est peut-être précisé sur la page de discussion.
- Les titres sont pré-formatés par le logiciel. Ils ne sont ni en capitales, ni en gras.
- Le texte ne doit pas être écrit en capitales (les noms de famille non plus), ni en gras, ni en italique, ni en « petit »…
- Le gras n'est utilisé que pour surligner le titre de l'article dans l'introduction, une seule fois.
- L'italique est rarement utilisé : mots en langue étrangère, titres d'œuvres, noms de bateaux, etc.
- Les citations ne sont pas en italique mais en corps de texte normal. Elles sont entourées par des guillemets français : « et ».
- Les listes à puces sont à éviter, des paragraphes rédigés étant largement préférés. Les tableaux sont à réserver à la présentation de données structurées (résultats, etc.).
- Les appels de note de bas de page (petits chiffres en exposant, introduits par l'outil «  Source ») sont à placer entre la fin de phrase et le point final[comme ça].
- Les liens internes (vers d'autres articles de Wikipédia) sont à choisir avec parcimonie. Créez des liens vers des articles approfondissant le sujet. Les termes génériques sans rapport avec le sujet sont à éviter, ainsi que les répétitions de liens vers un même terme.
- Les liens externes sont à placer uniquement dans une section « Liens externes », à la fin de l'article. Ces liens sont à choisir avec parcimonie suivant les règles définies. Si un lien sert de source à l'article, son insertion dans le texte est à faire par les notes de bas de page.
- La présentation des références doit suivre les conventions bibliographiques. Il est recommandé d'utiliser les modèles {{Ouvrage}}, {{Chapitre}}, {{Article}}, {{Lien web}} et/ou {{Bibliographie}}. Le mode d'édition visuel peut mettre en forme automatiquement les références.
- Insérer une infobox (cadre d'informations à droite) n'est pas obligatoire pour parachever la mise en page.

Pour une aide détaillée, merci de consulter Aide:Wikification.
Si vous pensez que ces points ont été résolus, vous pouvez retirer ce bandeau et améliorer la mise en forme d'un autre article.
La Brigade de répression de la corruption et de la fraude fiscale (BRCF) anciennement dénommée Brigade de répression de la délinquance économique (BRDE) est une service d'enquête faisant partie de la Sous-Direction Cyber et Financière (SDCF) de la Direction de la Police Judiciaire de la préfecture de Police de Paris,.
Auparavant située au sein des locaux de la rue du Château-des-Rentiers à Paris, cette brigade a déménagé rue du Bastion dans le 17e arrondissement de Paris, à l'instar des autres services de la direction.

## Domaine de compétences
Les enquêteurs de la BRCF sont chargés de procédures judiciaires traitant de toutes les atteintes à la probité et certaines infractions financières:
- Corruption publique et privée
- Trafic d’influence
- Prise illégale d’intérêts
- Pantouflage
- Concussion
- Favoritisme
- Détournement de fonds publics
- Fraude fiscale
- Blanchiment de l’ensemble de ces infractions
- Pratique commerciale trompeuse et infractions de consommation
- Infractions liées aux professions réglementées (inspecteur d'auto-école, notaire, syndic, assureur, ...)

La BRCF faisant partie de la préfecture de Police, elle est compétente sur Paris et la petite couronne (départements 75, 92, 93, 94) et travaille principalement sous la direction de cinq Parquets : le parquet national financier et les parquets de Paris, Nanterre, Bobigny et Créteil.
L'origine des saisines transmises par les procureurs est diverse : lanceur d'alerte, témoignage anonyme, signalement de fonctionnaire ou d'institutions (TRACFIN, Cour de comptes, Chambre régionale des comptes, Haute autorité pour la transparence de la vie publique (HATVP), administration fiscale...), enquête journalistique...

## Affaires médiatiques

### Corruption au sein de la Fédération Française de Rugby
Le parquet national financier (PNF) saisissait la BRCF d’un signalement du Ministre des Sports s‘appuyant sur un audit de l’inspection générale de la Jeunesse et des Sports initié à la suite d’un article du Journal du Dimanche (JDD) quant à l’intervention de Bernard Laporte, alors président de la Fédération Française de Rugby (FFR), en juin 2017, auprès du président de la commission  d’appel disciplinaire, aboutissant à la baisse de sanction contre le club Montpellier Hérault Rugby, détenu par Mohed Altrad (groupe Altrad) et deux de ses joueurs; Or Bernard Laporte était sous contrat de consulting, avec le groupe Altrad, depuis février 2017, pour un montant de 180 000 euros annuel.
L’enquête révélait que si le montant du contrat avait été immédiatement versé à la société de Bernard Laporte, ce dernier n’avait réalisé aucune des conférences prévues au contrat.
En revanche, M.Laporte était intervenu à plusieurs reprises en faveur des intérêts du groupe Altrad : Outre l’intervention téléphonique auprès du président de la commission d’appel disciplinaire, il s’était présenté devant l’instance européenne European Professional Club Rugby (EPCR), en mars 2017 en soutien au projet de rachat de parts du club de Gloucester par le groupe Altrad (impliquant un risque de fraude  sur une compétition internationale, lié à la présence de deux équipes concurrentes  appartenant au même actionnaire).
À la même époque (mars 2017) le groupe Altrad Investment Authority obtenait de la FFR, sans concurrence, le 1er sponsoring du maillot du XV de FRANCE  sous le logo « #FRANCE2023 soutenu par Altrad » jusqu’en novembre 2017 (moment de la désignation par World Rugby de l’organisateur de la coupe du monde 2023) contre le versement de 1 500 000 € par le groupe Altrad.
Enfin, le comité directeur de la FFR décidait de lancer, sans respect du délai de conciliation, une procédure de réformation d’une décision exceptionnelle de la Ligue Nationale de Rugby (la LNR) de report de deux matchs  devant se tenir le lendemain  (en raison de la crise touchant les clubs Racing 92 et Stade français) : l’un devait se jouer à Montpellier et l’autre à Castres. En dépit du report des matchs par la Ligue, la FFR organisait le déplacement des arbitres sur le terrain de Montpellier uniquement (pour relever l’absence de l’équipe adverse).
Le tribunal correctionnel de Paris a condamné alors Bernard Laporte le 13 décembre 2022 à deux ans de prison avec sursis et à 75 000 euros d'amende après avoir été jugé coupable de prise illégale d'intérêts, trafic d'influence, corruption passive et recel d'abus de bien sociaux. Quant à Mohed Altrad, il a été condamné à dix-huit mois de prison avec sursis et 50 000 euros d'amende pour corruption active, trafic d'influence et abus de biens sociaux.
Les intéressés, mais aussi le Parquet National Financier, ont fait appel du jugement.

### Affaire dite des "Sondages de l’Élysée"
Lors du mandat présidentiel de Nicolas Sarkozy, entre 2007 et 2012, l’Élysée a payé plusieurs millions d'euros pour des sondages et des conseils en opinion sans respecter les règles de la commande publique, occasionnant pour partie un détournement de fonds publics,,.
Ont ainsi été privilégiées :
- certains étaient passés avec des sociétés appartenant à des conseillers du Président pour un montant total de 5,3 millions d'euros
- d'autres étaient passés avec des sociétés notoirement connues, notamment Ipsos mais sans respecter les règles de la commande publique pour un montant total de 1,8 million d'euros

En première instance, ont été condamné pour favoritisme, recel de favoritisme, détournement de fonds publics selon les personnes,,, :
- Claude Guéant, alors Secrétaire général de l’Élysée, pour favoritisme à un an de prison dont huit mois ferme. Il a fait appel de sa condamnation
- Patrick Buisson, conseiller politique et dirigeant des sociétés Publifact et Publi-Opinion, pour détournement de fonds publics, à deux ans de prison avec sursis et 150 000 euros d'amende, et ses sociétés respectivement à 500 000 et 50 000 euros d'amende
- Pierre Giacometti, conseiller "stratégie" et dirigeant de la société Giacometti Peron, devenue No Com, pour recel de favoritisme, à six mois de prison avec sursis et 70 000 euros d'amende, et sa société à 300 000 euros d'amende
- Emmanuelle Mignon, directrice de cabinet, à six mois de prison avec sursis
- la société Ipsos a été condamnée à 1 000 000 d'euros d'amende

Julien Vaulpré, conseiller technique "opinion", il a pour sa part été relaxé et Nicolas Sarkozy n'a pas été poursuivi, ayant bénéficié de l'immunité pénale présidentielle. Un mandat d'amener avait toutefois été émis à son encontre afin de garantir son témoignage à l'audience. S'étant cependant présenté sans que l'usage de la force publique ait été nécessaire, il a cependant refusé de répondre sur le fond, invoquant la "séparation des pouvoirs".

### Corruption au centre pénitentiaire de Fresnes
En co-saisine avec la Brigade de répression du banditisme de Versailles, les enquêteurs de la BRCF se sont penchés sur un potentiel traitement de faveur vis-à-vis de certains détenus, notamment ceux liés à la fraude à la TVA sur les quotas de carbone,,.
L'enquête a permis de révéler sept rendez-vous entre le directeur de la 3e division du centre pénitentiaire, Khalid El Khal, et un ancien détenu, Fabrice Touil, lors desquels ce dernier remet de l'argent au premier. Le directeur fournit des informations sur les enquêtes visant Fabrice Touil et promet un traitement à son frère si celui-ci venait à se faire incarcérer.
Un second volet, impliquant notamment Arnaud Mimran, évoque des avantages obtenus par des détenus tel que : « des douches quotidiennes, plus de liberté de circulation, plus de parloirs, moins de fouille, introduction de nourriture casher, bienveillance dans la gestion des problèmes de discipline... ».
Dans son arrêt du 10 mai 2023, la cour d'appel de Paris a :
- Condamné Khalid El Khal a cinq ans de prison dont deux avec sursis, au lieu de quatre ans en première instance[20]
- Relaxé Arnaud Mimran, auparavant condamné a deux ans de prison en première instance

Dans un second temps, la cour d'appel de Paris dans son arrêt du 22 octobre 2023, a condamné Fabrice Touil a deux ans de prison, soit la moitié de la peine en première instance.

### Détournement de fonds publics par le Ministre de l'Intérieur
À la suite d'une plainte déposée par l'association Anticor, les enquêteurs ont déterminé que l'un des chauffeurs du service de la protection avait effectué 387 heures supplémentaires en septembre 2017 afin de transporter des membres de la famille de l'ancien Ministre de l'Intérieur (2009-2011), Brice Hortefeux. Ce dernier écopera d'un rappel à la loi notifié par courrier en juin 2019 par le Parquet de Paris,.

### Détournement de frais de mandat par l'ancien Premier secrétaire du Parti socialiste
À la suite d'un signalement de la HATVP, les enquêteurs ont pu établir plus de 136 000 euros de dépenses litigieuses entre 2015 et 2017 par Jean-Christophe Cambadélis, alors député de Paris. Il est notamment reproché au député des virements effectués avec son indemnité représentative de frais de mandat (IRFM) vers le compte personnel de son épouse afin de payer son loyer, ou bien permettant de payer sa cotisation au Parti socialiste. En correctionnel, le Parquet a requis une peine de huit mois de prison avec sursis, ainsi qu'une amende de 60 000 euros et le remboursement des dépenses litigieuses.
Dans sa décision rendue le 4 septembre 2024, la 32e chambre du tribunal correctionnel de Paris a condamné l'intéressé à huit mois de prison avec sursis et 60 000 euros d'amende, dont 30 000 avec sursis pour détournement de frais de mandats. L'ancien Premier secrétaire du PS a annoncé interjeter appel du jugement.
Il est définitivement condamné en appel, après l'homologation d'une procédure de comparution sur reconnaissance de culpabilité (CRPC) à huit mois de prison avec sursis et 60 000 euros d'amende avec sursis.

### Favoritisme à l'INA
Après des révélations dans le Canard Enchaine, puis une plainte déposée par Anticor, les enquêteurs ont mis en lumière la signature par Mathieu Gallet, directeur de l'INA, de deux contrats dont les modalités de signatures ne correspondaient pas aux règles de la commande publique. Le premier contrat, passé avec le cabinet Roland Berger, s'élevait à un montant total de 290 000 euros, tandis que le second, passé avec la société Balises, appartenant à l'un de ses conseillers, correspondait à une dépense de 130 000 euros.
Condamné le 15 janvier 2018 en première instance à un an de prison avec sursis et 20 000 euros d'amendes, il était finalement condamné par la Cour d'appel de Paris à une peine de 30 000 d'amende pour favoritisme.

### Prise illégale d’intérêts à Vaucresson (92)
Virginie Michel Paulsen, maire de Vaucresson (92), jusqu’en 2020, avait participé au choix de la société Turquoise, de son partenaire de golf Patrick Debuire, pour la construction d’un éco-quartier sur un terrain cédé par la municipalité.
L’arrêt de la cour d’appel de Versailles les condamnant à 5 000 € d’amende chacun, a été confirmé par la cour de cassation (cass.crim 5 avr.2018 no 17-81.912)

### Escroquerie en bande organisée de nature fiscale et corruption d’un haut fonctionnaire de Bercy
Jacques Sordes, se présentait comme le dirigeant d’un groupe international, sous l’alias de Jack Michael Sword. Il proposait un investissement dans les panneaux solaires en Martinique  en mettant en avant un rabais fiscal important lié une niche fiscale dite « Loi Girardin ». Un haut fonctionnaire de Bercy se montrait bienveillant.
Plus de 5.000 personnes y plaçaient leurs économies lui permettant de récolter 56 millions d’euros en l'espace de trois ans. Or une dizaine de millions d’euros seulement étaient réellement investis dans le projet qui n’a jamais été concrétisé. Une partie de l’argent récolté avait financé l’achat  au profit de Jacques Sordes de biens immobiliers à New-York, en Martinique, au Luxembourg.
Le haut fonctionnaire a été condamné pour corruption.
Jacques Sordes a été condamné pour escroquerie en bande organisée à six ans de prison ferme.